# El gladiador
El gladiador (títol original: The Gladiator) és un telefilm dirigit per Abel Ferrara el 1986. Ha estat doblat al català.

## Argument
Mentre que Rick Benton (Ken Wahl) ensenya a conduir al seu jove germà Jeff (Brian Robbins), el cotxe és atacat per un assassí psicopata. Colpejat diverses vegades a continuació, el vehicle, abandona la carretera i fa diverses voltes de campana. Jeff Benton és mort, Rick és hospitalitzat. A la seva sortida, blinda el seu automòbil, li afegeix tot de gadgets i es transforma en redreçador de culpa anomenant-se ell mateix "El gladiador", posant en problemes la policia.

## Repartiment
- Ken Wahl: Rick Benton / el gladiador
- Nancy Allen: Susan Neville
- Brian Robbins: Jeff Benton
- Robert Culp: Tinent Frank Mason
- Stan Shaw: Joe Barker
- Rosemary Forsyth: Loretta Simpson
- Bart Braverman: Dan
- Rick Dees: Garth Masters
- Michael Young: un periodista
- Garry Goodrow: el conductor borratxo del Cadillac
- Robert Phalen: Metge Maxwell
- Linda Thorson: La dona a classe
- Harry Beer: Franklin

## Rebuda
- Passat inapercebut en el seu pas a la televisió l'any 1986, aquest telefilm va conèixer una segona carrera a la televisió i en vídeo deguda al renom del director.